# Loulou de la Falaise
Loulou de la Falaise; eigentlich: Louise Vava Lucia Henriette Le Bailly de la Falaise (* 4. Mai 1948 in London, England; † 5. November 2011 in Boury-en-Vexin (Oise), Frankreich) war ein französisches Model und eine Modedesignerin.

## Leben und Karriere
Die 1948 geborene Tochter eines irischen Models lernte im Alter von 19 Jahren Yves Saint Laurent in einer New Yorker Diskothek kennen, der sie bat, ihm nach Paris zu folgen. So stieß sie 1972 zu dessen Unternehmen. Schnell wurde sie zu einer seiner engsten Vertrauten und rechten Hand, die über 30 Jahre lang Schmuck und Hüte für das Couture-Haus entwarf und ihn zu zahlreichen Entwürfen inspirierte.
Über drei Jahrzehnte hinweg, bis zur Schließung des Haute Couture-Hauses 2002, schuf sie Zehntausende von Accessoires und – gemeinsam mit Anne-Marie Muñoz – auch einen Gutteil der Prêt-à-porter-Linie.
Loulou de la Falaise war von 1966 bis 1970 mit dem englisch-irischen Adeligen Desmond FitzGerald sowie von 1977 bis zu ihrem Tod mit Thadée Kłossowski de Rola, Sohn des Malers Balthus, verheiratet. Aus der zweiten Ehe hatte sie eine Tochter.